# Chris O'Neil
Christine Merle O'Neil (Newcastle, 19 maart 1956) is een voormalig tennisspeelster uit Australië.
In 1978 won zij het enkelspel op het Australian Open. 44 jaar lang bleef zij de laatste Australische enkelspelwinnaar (m/v) op het Australian Open – in 2022 werd zij opgevolgd door Ashleigh Barty.

## Resultaten grandslamtoernooien
| Legenda | Legenda                          |
| ------- | -------------------------------- |
| g.t.    | geen toernooi gehouden           |
| l.c.    | lagere categorie                 |
| –       | niet deelgenomen                 |
| G       | uitgeschakeld in de groepsfase   |
| 1R      | uitgeschakeld in de eerste ronde |
| 2R      | uitgeschakeld in de tweede ronde |
| 3R      | uitgeschakeld in de derde ronde  |
| 4R      | uitgeschakeld in de vierde ronde |
| KF      | uitgeschakeld in de kwartfinale  |
| HF      | uitgeschakeld in de halve finale |
| F       | de finale verloren               |
| W       | het toernooi gewonnen            |
| w-v     | winst/verlies-balans             |

### Enkelspel
| toernooi        | 1973 | 1974 | 1975 | 1976 | 1977 | 1977 | 1978 | 1979 |    | 1981 | 1982 | 1983 |
| --------------- | ---- | ---- | ---- | ---- | ---- | ---- | ---- | ---- | -- | ---- | ---- | ---- |
| Australian Open | 1R   | 1R   | 2R   | 1R   | 1R   | –    | W    | –    | –  | 2R   | –    |      |
| Roland Garros   | –    | –    | –    | 1R   | 1R   | 1R   | 1R   | 1R   | 2R | –    | 1R   |      |
| Wimbledon       | –    | 3R   | 1R   | –    | 2R   | 2R   | 1R   | 2R   | 1R | –    | 1R   |      |
| US Open         | –    | 1R   | –    | –    | –    | –    | 2R   | 2R   | –  | –    | –    |      |

### Vrouwendubbelspel
| toernooi        | 1974 | 1975 | 1976 | 1977 | 1977 | 1978 | 1979 | 1980 | 1981 | 1982 | 1983 |
| --------------- | ---- | ---- | ---- | ---- | ---- | ---- | ---- | ---- | ---- | ---- | ---- |
| Australian Open | 2R   | 2R   | HF   | KF   | –    | HF   | –    | –    | 2R   | 1R   | 1R   |
| Roland Garros   | –    | –    | –    | 2R   | 2R   | KF   | 2R   | –    | 2R   | –    | 3R   |
| Wimbledon       | 2R   | 2R   | KF   | –    | –    | 1R   | 1R   | –    | 2R   | 1R   | 1R   |
| US Open         | 1R   | –    | –    | –    | –    | KF   | 3R   | 2R   | 2R   | –    | 1R   |

### Gemengd dubbelspel
| toernooi        | 1975 | 1976 | 1977 | 1977 | 1978 | 1979 |
| --------------- | ---- | ---- | ---- | ---- | ---- | ---- |
| Australian Open | g.t. | g.t. | g.   | t.   | g.t. | g.t. |
| Roland Garros   | –    | –    | –    | –    | –    | –    |
| Wimbledon       | 1R   | 2R   | 2R   | 2R   | –    | –    |
| US Open         | –    | –    | –    | –    | 2R   | 1R   |